# Franklin megye (Indiana)
Franklin megye az Amerikai Egyesült Államokban, azon belül Indiana államban található. Megyeszékhelye és legnagyobb városa Brookville. Lakosainak száma 22 785 fő (2020. április 1.). Franklin megye Fayette, Union, Butler, Hamilton, Dearborn, Ripley, Decatur és Rush megyékkel határos.

## Népesség
A megye népességének változása:
| Lakosok száma | 23 061 | 22 998 | 23 003 | 22 951 | 22 872 | 22 785 |
|               | 2010   | 2011   | 2012   | 2013   | 2015   | 2020   |